# 河西邦人
河西 邦人（かわにし くにひと、1960年4月17日 - ）は、日本の経営学者・証券アナリスト。元札幌学院大学学長。東京都出身。

## 略歴
学歴
1985年3月、茨城大学人文学部社会科学科卒業。1988年3月、早稲田大学大学院商学研究科修士課程修了。1992年3月、青山学院大学大学院国際政治経済学研究科修士課程修了。1997年3月、青山学院大学大学院経営学研究科博士後期課程満期退学。
職歴
カウンティ・ナットウエスト証券会社調査部やクレディ・スイス東京支店調査部を経て、1997年4月、札幌学院大学商学部商学科講師に着任。1998年4月、札幌学院大学商学部商学科助教授。2005年4月、札幌学院大学商学部商学科教授。2009年4月、札幌学院大学経営学部経営学科教授。2012年4月、札幌学院大学就職部長。2018年4月、札幌学院大学大学院地域社会マネジメント研究科長。2019年4月、札幌学院大学学長。2025年3月、札幌学院大学学長任期満了。
その他公職等
イーライフ監査役、北海学園大学法学部非常勤講師、一般財団法人北海道市町村振興協会研究会座長、北海道UR総合研究所理事長、北海道NPOバンク理事、札幌市等の地方自治体のまちづくりアドバイザーなど数多くの公職を務める。

## 専門領域
経営戦略論・経営組織論・社会起業論・地域経営論

## 著書
- 『現代経営の成長戦略　ニッチ・トップシェア企業への挑戦』坂本光司ほか共編　分担執筆　同友館　2001年
- 『NPOが北海道を変えた　道州制と市民自治へのチャレンジ』編集工房NOPE編　分担執筆　インテリジェント・リンク　2004年
- 『ドラマで学ぶ経営学入門』PHP研究所　2007年
- 『大学的北海道ガイド　こだわりの歩き方』小内純子・奥田統己ほか共著　昭和堂　2012年

## 注
1. ↑  上掲『ドラマで学ぶ経営学入門』奥付を参照
2. ↑  札幌学院大学が次期学長に河西邦人経営学部教授を選任 - 大学プレス
3. ↑  〈お知らせ〉2019年03月04日　次期学長に河西邦人　経営学部教授を選出
4. ↑  研究者 - researchmap
5. ↑  札幌学院大学50年史等編纂委員会編『札幌学院大学　50年史　資料編』学校法人札幌学院大学　2000年3月　320頁を参照
6. ↑  教員紹介